# Даніел да Круш Карвалью
Даніел да Круш Карвалью (порт. Daniel da Cruz Carvalho, нар. 2 листопада 1976, Лісабон) — португальський футболіст, що грав на позиції півзахисника.
Виступав, зокрема, за «Аякс» та «Атлетіко», а також національну збірну Португалії.

## Клубна кар'єра
Вихованець клубу «Спортінг». У 1994 році його перевели в першу команду лісабонців. 20 січня 1995 року він дебютував у чемпіонаті Португалії в матчі проти «Фаренсе » (1:1) і у дебютному сезоні 1994/95 виграв з командою Кубок Португалії. Коли 1995 року Луїш Фігу покинув клуб, Дані повинен був стати його наступником у довгостроковій перспективі. Однак вдалий виступ на молодіжному чемпіонаті світу 1995 року, на якому він був визнаний другим найкращим гравцем турніру, викликав інтерес різних європейських клубів.
На початку 1996 року Дані за 130 тис. фунтів стерлінгів був відданий в оренду в англійський «Вест Гем Юнайтед». Дебютував у Прем'єр-лізі 3 лютого 1996 року в домашній перемозі 1:0 проти «Ноттінгем Форест». Ще до його приїзду англійські ЗМІ називали Дані як «хлопчика португальського гламуру». У розквіт ліверпульських «Spice Boys» та становлення стилю манчестерського Девіда Бекхема, у Лондоні відчайдушно шукали футболіста, якого також можна було продати в пресі таблоїдів. Дані сподобалась роль і впродовж свого часу перебування в Англії більшість заголовків про гравця були пов'язані із світським життям, а не з виступами на полі. В результаті у Прем'єр-лізі він зіграв лише 9 матчів і забив 2 голи: з «Тоттенгем Готспур» (1:0) та «Манчестер Сіті» (4:2). Коли він пропустив тренування після того, як сфотографувався напередодні в лондонському нічному клубі, менеджер «молотобійців» Гаррі Реднапп виключив португальця з команди та відправив назад у «Спортінг».
Влітку 1996 року Дані став гравцем нідерландського «Аякс». Дебютував в Ередівізі 29 вересня 1996 року в грі проти «Твенте» (1:1). У сезоні 1997/98 він виграв з клубом «золотий дубль» — національний чемпіонат та Кубок, а у сезоні 1998/99 року він знову виграв голландський кубок. Йоган Кройфф називав Дані «найбільшим талантом Аякса» і на думку багатьох, при правильному ставленні та керівництві він міг стати одним з найкращих гравців у світі. Однак і в Амстердамі його часто сприймали як «плейбоя» та «проблемного гравця» і хоча він інколи демонстрував свій талант (там саме його гол, забитий у ворота «Атлетіко Мадрид» з дальньої відстані, допоміг «Аяксу» вийти в півфінал Ліги чемпіонів УЄФА сезону 1996/97), дедалі більше часу він проводив у «нічному житті», так і не ставши основним гравцем клубу. Тому після завершення чотирирічного контракту у 2000 році «Аякс» вирішив не продовжувати співпрацю із португальцем.
На сезон 2000/01 він переїхав назад до Лісабона, ставши гравцем «Бенфіки». На це обурилися вболівальники «Спортінга», його рідного клубу, непримиримого суперника нової команди Дані. Після лише п'яти ігор у «Бенфіці» на початку 2001 року півзахисник перебрався до Іспанії, ставши гравцем столичного «Атлетіко», який боровся за вихід до Прімери. У Мадриді Дані, виступаючи у парі із своїм співвітчизником Угу Леалем швидко став основним гравцем. Тим не менш у сезоні 2000/01 клуб зайняв 4-те місце і не зміг з першої спроби повернутись до еліти. У наступному сезоні Дані продовжив бути лідером команди, зігравши у 37 іграх чемпіонату і забивши 8 голів, чим допоміг «матрасникам» зайняти перше місце та вийти до Прімери. Однак «Атлетіко» через виступи два сезони у Сегунді зіткнувся з серйозними фінансовими проблемами. В результаті зарплата кількох гравців, включаючи Дані, вже не могла виплачуватися і Дані, зігравши лише 8 ігор у Ла Лізі, розірвав контракт з «Атлетіко» через відсутність зарплати.
В подальшому Дані перебував на перегляді у Іспанії, Англії та Шотландії, але вони не призвели до підписання контракту. Дані міг підписати контракт з шотландським «Селтіком», на перегляді у якому перебував кілька тижнів, але угода зірвалася, а головний тренер «кельтів» Мартін О'Нілл заявив про низький фізичний стан гравця. В результаті так не знайшовши жодного клубу до весни 2004 року, Дані оголосив про закінчення кар'єри у віці лише 27 років.
Ще під час своєї ігрової кар'єри Дані регулярно працював моделлю. Після виходу на пенсію працював на телебаченні.

## Виступи за збірні
1995 року у складі юнацької збірної Португалії (U-20) взяв участь у молодіжному чемпіонаті світу в Катарі, де забив 4 голи і допоміг команді здобути бронзові нагороди, а сам Дані був обраний другим найкращим гравцем цього турніру.
1996 року захищав кольори олімпійської збірної Португалії на Олімпійських іграх 1996 року в Атланті. Португалія була однією з фаворитів турніру і пройшла до півфіналу, де програла Аргентині 0:2. Гра за третє місце проти Бразилії також завершилась поразкою 0:5, в результаті якої команда зайняла 4-те місце і не змогли здобути медаль. Дані під час турніру провів 5 виступів, але голів не забивав.
12 грудня 1995 року дебютував в офіційних іграх у складі національної збірної Португалії у товариському матчі проти збірної Англії, який завершився з рахунком 1:1. Останнім матчем за збірну стала товариська гра проти Данії 29 березня 2000 року, що закінчилася перемогою португальців 2:1. Всього протягом кар'єри у національній команді, яка тривала 6 років, провів у її формі 9 матчів.

## Статистика

### Клубна
| Сезон            | Клуб                 | Ліга             | Чемпіонат | Чемпіонат | Кубок | Кубок | Єврокубки | Єврокубки | Інше | Інше  | Всього | Всього |
| Сезон            | Клуб                 | Ліга             | Ігор      | Голів     | Ігор  | Голів | Ігор      | Голів     | Ігор | Голів | Ігор   | Голів  |
| ---------------- | -------------------- | ---------------- | --------- | --------- | ----- | ----- | --------- | --------- | ---- | ----- | ------ | ------ |
| 1994/95          | «Спортінг» (Лісабон) | Прімейра-Ліга    | 3         | 0         | ?     | ?     | 0         | 0         | —    | —     | 3      | 0      |
| 1995/96          | «Спортінг» (Лісабон) | Прімейра-Ліга    | 7         | 0         | ?     | ?     | 2         | 0         | ?    | ?     | 9      | 0      |
| Всього           | Всього               | Всього           | 10        | 0         | 0     | 0     | 2         | 0         | 0    | 0     | 12     | 0      |
| 1995/96          | → «Вест Гем Юнайтед» | Прем'єр-ліга     | 9         | 2         | 0     | 0     | —         | —         | —    | —     | 9      | 2      |
| Всього           | Всього               | Всього           | 9         | 2         | 0     | 0     | 0         | 0         | 0    | 0     | 9      | 2      |
| 1996/97          | «Аякс» (Амстердам)   | Ередивізі        | 17        | 4         | 1     | 0     | 5         | 3         | 0    | 0     | 23     | 7      |
| 1997/98          | «Аякс» (Амстердам)   | Ередивізі        | 18        | 3         | 2     | 0     | 7         | 2         | —    | —     | 27     | 5      |
| 1998/99          | «Аякс» (Амстердам)   | Ередивізі        | 18        | 1         | 1     | 0     | 6         | 0         | 1    | 0     | 26     | 1      |
| 1999/00          | «Аякс» (Амстердам)   | Ередивізі        | 19        | 4         | 1     | 0     | 1         | 0         | 1    | 0     | 22     | 4      |
| Всього           | Всього               | Всього           | 72        | 12        | 5     | 0     | 19        | 5         | 2    | 0     | 98     | 17     |
| 2000/01          | «Бенфіка» (Лісабон)  | Прімейра-Ліга    | 5         | 0         | ?     | ?     | 0         | 0         | —    | —     | 5      | 0      |
| Всього           | Всього               | Всього           | 5         | 0         | 0     | 0     | 0         | 0         | 0    | 0     | 5      | 0      |
| 2000/01          | «Атлетіко» (Мадрид)  | Сегунда Дивізіон | 19        | 4         | 4     | 1     | —         | —         | —    | —     | 23     | 5      |
| 2001/02          | «Атлетіко» (Мадрид)  | Сегунда Дивізіон | 37        | 6         | 0     | 0     | —         | —         | —    | —     | 37     | 6      |
| 2002/03          | «Атлетіко» (Мадрид)  | Ла-Ліга          | 8         | 0         | 4     | 0     | —         | —         | —    | —     | 12     | 0      |
| Всього           | Всього               | Всього           | 64        | 10        | 8     | 1     | 0         | 0         | 0    | 0     | 72     | 11     |
| Протягом кар'єри | Протягом кар'єри     | Протягом кар'єри | 189       | 17        | 18    | 7     | 20        | 0         | 2    | 0     | 228    | 24     |

### Збірна
| Матчі та голи у збірній | Матчі та голи у збірній | Матчі та голи у збірній | Матчі та голи у збірній | Матчі та голи у збірній | Матчі та голи у збірній | Матчі та голи у збірній |
| #                       | Дата                    | Місце                   | Суперник                | Рахунок                 | Гол                     | Турнір                  |
| 1995                    | 1995                    | 1995                    | 1995                    | 1995                    | 1995                    | 1995                    |
| ----------------------- | ----------------------- | ----------------------- | ----------------------- | ----------------------- | ----------------------- | ----------------------- |
| 1.                      | 12.12.1995              | Лондон, Англія          | Англія                  | 1:1                     | 0                       | Товариський матч        |
| 1996                    |                         |                         |                         |                         |                         |                         |
| 2.                      | 24.01.1989              | Париж, Франція          | Франція                 | 2:3                     | 0                       | Товариський матч        |
| 1997                    |                         |                         |                         |                         |                         |                         |
| 3.                      | 07.06.1997              | Порту, Португалія       | Албанія                 | 2:0                     | 0                       | Відбір на ЧС-1998       |
| 4.                      | 20.08.1997              | Сетубал, Португалія     | Вірменія                | 3:1                     | 0                       | Відбір на ЧС-1998       |
| 5.                      | 11.10.1997              | Лісабон, Португалія     | Північна Ірландія       | 1:0                     | 0                       | Відбір на ЧС-1998       |
| 1998                    |                         |                         |                         |                         |                         |                         |
| 6.                      | 10.10.1998              | Порту, Португалія       | Румунія                 | 0:1                     | 0                       | Відбір на Євро-2000     |
| 7.                      | 18.11.1998              | Сетубал, Португалія     | Ізраїль                 | 2:0                     | 0                       | Товариський матч        |
| 2000                    |                         |                         |                         |                         |                         |                         |
| 8.                      | 23.02.2000              | Шарлеруа, Бельгія       | Бельгія                 | 1:1                     | 0                       | Товариський матч        |
| 9.                      | 29.03.2000              | Лейрія, Португалія      | Данія                   | 2:1                     | 0                       | Товариський матч        |

## Титули і досягнення
- Володар Кубка Португалії (1):

«Спортінг»: 1994–95
- Чемпіон Нідерландів (1):

«Аякс»: 1997–98
- Володар Кубка Нідерландів (2):

«Аякс»: 1997–98, 1998–99
- Чемпіон Європи (U-18): 1994